# Печать Род-Айленда
Большая печать Род-Айленда — один из государственных символов штата Род-Айленд, Новая Англия, США. Современная печать принята в 2009 году, однако якорь как символ острова известен с 1644 года.

## История
Род-Айленд был основан в 1636 году христианским священником Роджером Уильямсом и другими людьми, стремящимися уйти от религиозных преследований в Массачусетсе и Европе. После Роджера Уиллиамса на гербе под якорь был помещён девиз штата, «Hope» (с англ. — «Надежда»). В законодательстве в § 42-4-2 сказано, что должна быть только одна печать для государственных нужд. Внутри должен быть выгравирован якорь, девиз штата и надпись вокруг изображения, «The Seal of the State of Rhode Island and Providence Plantations» (с англ. — «Печать штата Род-Айленд и плантаций Провиденса»).